# Declaration of Indulgence
De Declaration of Indulgence (ook wel Declaration for the Liberty of Conscience genoemd, in het Nederlands Tolerantieverklaring) was een proclamatie waarmee koning Jacobus II van Engeland, die tevens koning Jacobus VII van Schotland was, in 1687 probeerde religieuze tolerantie in te voeren in zijn koninkrijk. De tolerantieverklaring werd eerst uitgegeven voor Schotland op 12 februari en later dat jaar voor Engeland op 4 april. Het was een eerste stap naar godsdienstvrijheid op de Britse eilanden, zij het haast onmiddellijk weer teruggedraaid door de Glorious Revolution.
De verklaring bood brede godsdienstige vrijheid door het opschorten van strafwetten waarmee de Anglicaanse Kerk als enige kerk in Engeland werd gehandhaafd. Voortaan zou het burgers zijn toegestaan in hun eigen huizen of kapellen de eredienst uit te voeren zoals zij dat wilden. Ook werd een einde gemaakt aan de vereiste dat iedereen die in overheidsdienst wilde treden moest kunnen overleggen dat hij een belijdend lid van de Anglicaanse Kerk was, vergezeld van een eed. 
De koning schortte de godsdienstige strafwetten op en tolereerde de diverse christelijke denominaties, zowel rooms-katholieke als protestantse, binnen zijn koninkrijk. De tolerantieverklaring werd ondersteund door William Penn die algemeen beschouwd werd als degene die de aanzet had gegeven tot deze verklaring. De anglicanen in Engeland en hun Schotse tegenhangers, de episcopalen, waren fel gekant tegen deze verklaring omdat het er niet op leek dat de Anglicaanse Kerk de algemeen aanvaarde kerk zou blijven.

## 1687
In Schotland stelde de tolerantieverklaring dat onderdanen de koning dienden te gehoorzamen zonder enig voorbehoud. De presbyterianen weigerden in eerste instantie de tolerantieverklaring te aanvaarden. De koning proclameerde de tolerantieverklaring nogmaals op 28 juni, waarbij de presbyterianen dezelfde vrijheden kregen als de rooms-katholieken; dit werd geaccepteerd door de presbyterianen met uitzondering van de extremistische covenanters. De tolerantieverklaring gaf de onderdanen godsdienstige vrijheden, maar bevestigde hierbij nogmaals de absolute macht van de koning.
De Engelse versie werd warm ontvangen door de meeste non-conformisten, maar zoals ook in Schotland waren de presbyterianen meer terughoudend om de tolerantieverklaring te aanvaarden. Men was bang dat de tolerantie alleen zou rusten op de willekeur van de koning. De Anglicaanse Kerk raakte er enorm door in beroering.

## 1688
De Engelse verklaring werd opnieuw uitgebracht op 27 april 1688, wat leidde tot openlijke weerstand van de anglicanen. Weinig geestelijken lazen de verklaring op in hun kerken. De Schotse verklaring werd opnieuw bevestigd in een tweede proclamatie in mei 1688. Een aantal Schotse episcopalen weigerden de tolerantieverklaring te erkennen.
William Sancroft, de aartsbisschop van Canterbury, en zes andere bisschoppen presenteerden de koning een petitie waarin zij de verklaring onwettig verklaarden. Jacobus beschouwde dit als rebellie en liet de bisschoppen voor het gerecht verschijnen; de bisschoppen werden echter vrijgesproken. De presbyterianen steunden de kerk en van de tegenstanders bedankten alleen de quakers de koning voor de tolerantieverklaring.
De tolerantie werd afgeschaft toen Jacobus II later dat jaar werd afgezet tijdens de Glorious Revolution en de Bill of Rights verklaarde de macht om wetten op te schorten onwettig.